# Chirosia forcipispatula
Chirosia forcipispatula är en tvåvingeart som beskrevs av Xue 2001. Chirosia forcipispatula ingår i släktet Chirosia och familjen blomsterflugor. Inga underarter finns listade i Catalogue of Life.